# Noboru Kitawaki
Noboru Kitawaki (北脇 昇, Kitawaki Noboru) est un peintre à tendance surréaliste, japonais du XXe siècle, né le 4 juin 1901 à Nagoya (Préfecture d'Aichi), mort le 18 décembre 1951 à Kyoto.

## Biographie
Il fait ses études dans l'atelier de Kanokogi Takeshirô (1874-1941). À partir de 1932, il expose au Salon Nika (les deux disciplines : peinture et sculpture) et de l'association des Artistes Indépendants (Dokuritsuten). En 1939, il fonde l'Association culturelle des arts (Bijutsu bunka kyokai) avec quelques amis. Il joue un rôle très original dans le groupe des surréalistes japonais et ses œuvres sont influencées par Max Ernst et Salvador Dalí.